# 8428 Okiko
8428 Okiko eller 1997 VJ8 är en asteroid i huvudbältet som upptäcktes den 3 november 1997 av den japanska astronomen Tsutomu Seki vid Geisei-observatoriet. Den är uppkallad efter upptäckarens fru Okiko Seki.
Asteroiden har en diameter på ungefär 3 kilometer och den tillhör asteroidgruppen Nysa.